# Loi sur la sécurité quotidienne
La loi sur la sécurité quotidienne (ou LSQ, ou loi Vaillant) est une loi française sur la sécurité civile votée le 15 novembre 2001 sur proposition du gouvernement Jospin (et de son ministre de l'intérieur Daniel Vaillant) deux mois après les attentats du 11 septembre. Il s'agit d'un « paquet législatif » regroupant des textes portant sur divers moyens de lutte contre le terrorisme, les trafics (notamment d'armes) et les nuisances sociales et incivilités. La LSQ comporte aussi un volet monétaire et financier portant sur la sécurité des moyens de paiement. En plusieurs endroits, la LSQ établit les outils de luttes contre les activités utilisant les nouvelles technologies. Elle crée par ailleurs l'Institut national de police scientifique (art. 58) et rend passible de prison le fait de refuser un prélèvement ADN, étendant par ailleurs la liste des infractions passibles d'une inscription au FNAEG au-delà de la seule délinquance sexuelle (art. 56).

## Luttes
Les attentats du 11 septembre 2001 ayant mis en évidence des failles de la sûreté dans les aéroports, la LSQ renforce les pouvoirs des agents de sécurité que ceux-ci soient agents de police judiciaire ou agents de sécurité privés. Ils peuvent en effet, à condition d'être habilités par un représentant de l'État et après accord de la personne suspectée, procéder à des fouilles de bagages ainsi qu'à des palpations de sécurité. Ces dispositions sont également étendues aux zones portuaires et au contexte du transport de fonds.

### Extension du FNAEG
Le fichier national automatisé des empreintes génétiques (FNAEG), créé en 1998, à la suite de l'affaire du « tueur de l'Est parisien », afin de recenser les délinquants sexuels, est étendu aux empreintes génétiques d'auteurs de crimes d'atteinte grave aux personnes (terrorisme, meurtres, violences criminelles).

### Amendement Mariani
Deux aspects culturels et sociaux réprimés par la loi ont particulièrement attiré l'attention de l'opinion publique.
Le premier concerne l'occupation, des cages d'escalier notamment, phénomène fréquent dans les « cités dortoirs » de banlieues, qui donneraient lieu, selon les motifs invoqués du législateur, au trafic de stupéfiants, la configuration topologique étant prétendument idéale pour mener une activité commerciale discrète et en pratiquant un guet (plusieurs personnes étant évidemment requises). La LSQ permet par exemple à la police municipale, et non plus seulement nationale comme auparavant, d'obtenir une « autorisation permanente » des propriétaires ou exploitants d'immeubles afin d'entrer dans les parties communes des immeubles (art. L126-1 du code de la construction et de l'habitation).
Le second est le mouvement free party, pratiquant des fêtes se déroulant la plupart du temps sans autorisation, le plus souvent en extérieur ou dans des hangars désaffectés. La LSQ ne reconnaissant pas le caractère culturel, musical et artistique des free parties, les rares manifestations contre la promulgation de la LSQ furent majoritairement à l'initiative du mouvement tekno (les citoyens soucieux de leurs libertés individuelles d'un point de vue plus « informatique » attendirent majoritairement la LSI pour s'exprimer). L'amendement Mariani a soumis celles-ci à déclaration préalable auprès du préfet (art. 23-1).
Le préfet peut « imposer aux organisateurs toute mesure nécessaire au bon déroulement du rassemblement, notamment la mise en place d'un service d'ordre ou d'un dispositif sanitaire » ainsi qu'« interdire le rassemblement projeté si celui-ci est de nature à troubler gravement l'ordre public ». En l'absence d'autorisation préfectorale, les organisateurs encourent la confiscation du matériel et une contravention de 5e classe (1 500 euros, éventuellement 3 000 euros en cas de récidive).

### Usage des technologies
Dans le contexte de généralisation de l'internet, la loi prend acte de l'utilisation potentiellement criminelle qui peut être faite de ce que permettent les nouvelles technologies, notamment en matière de communication. Ainsi la loi LSQ permet dans le Code de procédure pénale, sous le titre traitant « De la mise au clair des données chiffrées nécessaires à la manifestation de la vérité », au juge de demander un déchiffrement d'informations chiffrées y compris, pour les affaires les plus graves, en ayant « recours aux moyens de l'État soumis au secret de la défense nationale », c'est-à-dire l'armée et les services secrets. Par ailleurs, dans le cadre du secret des correspondances émises par la voie des télécommunications, la loi LSQ impose aux personnes proposant un service de cryptographie de devoir fournir aux autorités les algorithmes de chiffrement.
Des organisations de défense de la liberté d'expression[Lesquelles ?] ont dénoncé cette loi[Quand ?]. En raison du manque de concertation et de la suppression du principe de confidentialité des échanges professionnels et privés.[réf. nécessaire]